# José Manoel Jansen
José Manoel Jansen (São Luiz, Maranhão, 8 de junho de 1943) é um médico brasileiro.
Graduado em medicina em 1966 pela Universidade do Estado do Rio de Janeiro, com mestrado em pneumologia em 1977 pela Universidade Federal Fluminense e doutorado em pneumologia em 1983 pela Escola Paulista de Medicina (1983).
Foi eleito membro da Academia Nacional de Medicina em 1997. Ocupa a cadeira 01, da qual Joaquim Cândido Soares de Meireles é o patrono.